# Pozzuoli Szent Proculus
Szent Proculus (Pozzuoli, 3. század – Pozzuoli, 305. szeptember 19.) keresztény szent és mártír, aki Diocletianus császár keresztényüldözéseinek esett áldozatául.
A 6. századból származó feljegyzések szerint Proculust társaival (Acutius, Eutychius, Gantiol és Artemas), Szent Januáriusszal, Benevento püspökével és annak tanítványaival (Festus és Desiderius), valamint Szent Sosiusszal együtt végeztek ki a Pozzuoli melletti Solfatarában. A Pozzuoli címerében lévő hét sas a hét mártírt szimbolizálja. 
Szent Proculus ünnepét november 16-án tartják. Gyakran „u pisciasotto”-ként (nadrágba vizelő) emlegetik, mivel ünnepnapja rendszerint esős nap. Pozzuoli lakossága május második vasárnapján is megemlékezik róla.

## Fordítás
- Ez a szócikk részben vagy egészben  a   Proculus of Pozzuoli című angol Wikipédia-szócikk ezen változatának fordításán alapul.  Az eredeti cikk szerkesztőit annak laptörténete sorolja fel. Ez a jelzés csupán a megfogalmazás eredetét és a szerzői jogokat jelzi, nem szolgál a cikkben szereplő információk forrásmegjelöléseként.